# Alimentador Trapiche (Metropolitano)
El servicio AN-03 o alimentador Trapiche del Metropolitano conecta el distrito de Comas con el distrito de Carabayllo. Fue inaugurada en 2010 en conjunto a otros alimentadores. En el año 2012 su ruta fue ampliada hasta Carabayllo. Finalmente, el 21 de junio del 2025 su ruta fue modificada ahora iniciando desde la Estación Universidad.

## Características

### Horarios
| Servicio Alimentador | Lunes a viernes | Lunes a viernes   | Sábado         | Sábado            | Domingo        | Domingo           |
| Servicio Alimentador | Hacia Trapiche  | Hacia Universidad | Hacia Trapiche | Hacia Universidad | Hacia Trapiche | Hacia Universidad |
| -------------------- | --------------- | ----------------- | -------------- | ----------------- | -------------- | ----------------- |
| Hora Punta Mañana    | 6:00 - 9:00     | 05:00 - 9:00      | Sin Servicio   | Sin Servicio      | Sin Servicio   | Sin Servicio      |
| Hora Valle           | 9:00 - 17:00    | 9:00 - 17:45      | 06:00 - 00:00  | 05:00 - 23:30     | 05:45-23:00    | 05:00 - 22:00     |
| Hora Punta Tarde     | 17:00- 00:00    | 17:45 - 23:30     | Sin Servicio   | Sin Servicio      | Sin Servicio   | Sin Servicio      |

### Tarifa
| Usuarios    | Hora Punta | Hora valle |
| ----------- | ---------- | ---------- |
| General     | S/ 1.50    | S/ 1.00    |
| Estudiantes | S/ 0.75    | S/ 0.50    |
| CONADIS     | Gratis     | Gratis     |

## Recorrido
| Hacia Trapiche    | Estación Universidad - Av. Maestro Peruano- Avenida Metropolitana -Ovalo Universidad - Intercambio Vial Norte - Carretera Panamericana Norte - Óvalo 2 de octubre (Óvalo Infantas) - Carretera Panamericana Norte - Av. Trapiche. |
| Hacia Universidad | Av. Trapiche - Carretera Panamericana Norte - Óvalo 2 de octubre (Óvalo Infantas) - Carretera Panamericana Norte - Intercambio Vial Norte - Avenida Universitaria - Estación Universidad                                          |

## Paraderos
Los paraderos varían según el horario y el servicio Alimentador que esté en operación. 
| N° | Paradero                      | Común con |
| -- | ----------------------------- | --------- |
| 1  | Estación Universidad (Incial) |           |
| 2  | Villasol                      |           |
| 3  | Yanbal                        | AN-12     |
| 4  | Plaza Vea                     | AN-12     |
| 5  | El Alamo                      |           |
| 6  | Botica                        |           |
| 7  | El Pinar                      |           |
| 8  | Kiosko                        |           |
| 9  | Los Incas                     |           |
| 10 | Alameda El Pinar              |           |
| 11 | Oficina                       |           |
| 12 | San Felipe                    |           |
| 13 | Remanso                       |           |
| 14 | Peycar (Final)                |           |

| N° | Paradero                     | Común con |
| -- | ---------------------------- | --------- |
| 1  | Peycar (Inicial)             |           |
| 2  | Remanso                      |           |
| 3  | San Felipe                   |           |
| 4  | Oficina                      |           |
| 5  | Alameda El Pinar             |           |
| 6  | Los Incas                    |           |
| 7  | Kiosko                       |           |
| 8  | El Pinar                     |           |
| 9  | Botica                       |           |
| 10 | El Álamo                     |           |
| 11 | Segunda de Pro               |           |
| 12 | La Amistad                   |           |
| 13 | Plaza Vea                    | AN-12     |
| 14 | Yanbal                       | AN-12     |
| 15 | Villasol                     |           |
| 16 | Estación Universidad (Final) |           |

| N° | Paradero                       | Común con |
| -- | ------------------------------ | --------- |
| 1  | Estación Universidad (Inicial) |           |
| 2  | Villasol                       |           |
| 3  | Yanbal                         | AN-12     |
| 4  | Plaza Vea                      | AN-12     |
| 5  | El Álamo (Final)               |           |

| N° | Paradero                     | Común con |
| -- | ---------------------------- | --------- |
| 1  | El Álamo (Inicial)           |           |
| 2  | Segunda de Pro               |           |
| 3  | La Amistad                   |           |
| 4  | Plaza Vea                    | AN-12     |
| 5  | Yanbal                       | AN-12     |
| 6  | Villasol                     |           |
| 7  | Estación Universidad (Final) |           |